# Liste der Naturdenkmale in Dessau-Roßlau
Die Liste der Naturdenkmale in Dessau-Roßlau enthält alle Naturdenkmale der Stadt Dessau-Roßlau und ihrer Ortsteile, welche durch Rechtsverordnung geschützt sind. Naturdenkmäler sind Einzelschöpfungen der Natur, deren Erhaltung wegen ihrer hervorragenden Schönheit, Seltenheit oder Eigenart oder ihrer ökologischen, wissenschaftlichen, geschichtlichen, volks- oder heimatkundlichen Bedeutung im öffentlichen Interesse liegt.
Es wird zwischen Naturdenkmalen, flächenhaften Naturdenkmalen und Flächennaturdenkmalen unterschieden. (Stand: 31. Dezember 2010)

## Erklärung
- Reg.Nr.: Registriernummer nach veröffentlichter Liste
- Benennung: Name des Naturdenkmals
- Standort: nennt die Lage des Naturdenkmals im jeweiligen Ort und gegebenenfalls die Koordinaten des Naturdenkmals
- Jahr: gibt das Jahr der Unterschutzstellung an
- Bild: Abbildung des Naturdenkmals

## Naturdenkmale
| Reg.Nr.    | Benennung                                            | Standort                                     | Jahr | Bild                             |
| ---------- | ---------------------------------------------------- | -------------------------------------------- | ---- | -------------------------------- |
| ND_0001DE_ | Sumpfzypressen-Gruppe am Kühnauer See                | Dessau-Roßlau                                | 1981 |                                  |
| ND_0002DE_ | Stiel-Eichen ab 4 m Brusthöhenumfang (ca. 555 Bäume) | Dessau-Roßlau                                | 1986 |                                  |
| ND_0003DE_ | Rotbuche bei Königendorf                             | Dessau-Roßlau                                | 1986 |                                  |
| ND_0004DE_ | Wald-Kiefer bei Königendorf                          | Dessau-Roßlau                                | 1986 |                                  |
| ND_0005DE_ | Findling in der Mosigkauer Heide                     | Dessau-Roßlau 51° 46′ 15″ N, 12° 11′ 38,3″ O | 1988 | Findling in der Mosigkauer Heide |
| ND_0006DE_ | Geschiebegruppe im Waldbad                           | Dessau-Roßlau                                | 1988 |                                  |
| ND_0007DE_ | Lindenallee zwischen Kochstedt und Schälwerk         | Dessau-Roßlau                                | 1981 |                                  |
| ND_0008DE_ | Ebertallee (Linden u. Roßkastanien)                  | Dessau-Roßlau                                | 1981 |                                  |
| ND_0009DE_ | Platanenallee (Heidestraße)                          | Dessau-Roßlau                                | 1981 |                                  |
| ND_0010DE_ | Eichenallee (Landhausallee oder Eichendom)           | Dessau-Roßlau                                | 1981 |                                  |
| ND_0011DE_ | 37 Alteichen/Kroateneichen                           | Dessau-Roßlau                                | 1986 |                                  |
| ND_0012DE_ | 2 Stieleichen in Sollnitz                            | Dessau-Roßlau                                | 1986 |                                  |
| ND_0013DE_ | Stieleiche Hofsee                                    | Dessau-Roßlau                                | 1986 |                                  |
| ND_0014DE_ | 2 Stieleichen Stillinge 1.–2. Teich                  | Dessau-Roßlau                                | 1986 |                                  |
| ND_0015DE_ | 2 Stieleichen Stillinge 2. Teich                     | Dessau-Roßlau                                | 1986 |                                  |
| ND_0016DE_ | Stieleiche Stillinge 1. Teich                        | Dessau-Roßlau                                | 1986 |                                  |
| ND_0017DE_ | 10 Stieleichen Mühlbruchgebiet                       | Dessau-Roßlau                                | 1986 |                                  |
| ND_0018DE_ | Stieleiche Ziegenkabeln                              | Dessau-Roßlau                                | 1986 |                                  |
| ND_0019DE_ | 7 Rotbuchen Lauchwiesen                              | Dessau-Roßlau                                | 1986 |                                  |
| ND_0020DE_ | 2 Stieleichen Neue Wiesen                            | Dessau-Roßlau                                | 1986 |                                  |
| ND_0021DE_ | Stieleiche Schwarze Lache                            | Dessau-Roßlau                                | 1986 |                                  |
| ND_0022DE_ | Stieleiche Alter Dachsbau                            | Dessau-Roßlau                                | 1986 |                                  |
| ND_0023DE_ | Stieleiche Kirchweg                                  | Dessau-Roßlau                                | 1986 |                                  |
| ND_0024DE_ | 23 Roßkastanien, 47 Winterlinden in Sollnitz         | Dessau-Roßlau                                | 1986 |                                  |
| ND_0025DE_ | Stieleiche Hohes Ufer                                | Dessau-Roßlau                                | 1986 |                                  |
| ND_0026DE_ | 14 Stieleichen am Waldrand Neue Wiesen               | Dessau-Roßlau                                | 1986 |                                  |
| ND_0027DE_ | 11 Solitäreichen Neue Wiesen                         | Dessau-Roßlau                                | 1986 |                                  |
| ND_0028DE_ | Stieleiche Neue Wiesen                               | Dessau-Roßlau                                | 1986 |                                  |
| ND_0029DE_ | Stieleiche Blätterheger                              | Dessau-Roßlau                                | 1986 |                                  |
| ND_0030DE_ | 17 Rotbuchen Kleutscher Aue                          | Dessau-Roßlau                                | 1986 |                                  |
| ND_0031DE_ | 7 Rotbuchen Stillinge                                | Dessau-Roßlau                                | 1986 |                                  |
| ND_0032DE_ | 2 Winterlinden Möhlau                                | Dessau-Roßlau                                | 1986 |                                  |
| ND_0033DE_ | Findlingsgruppe Galgenberg bei Neeken                | Dessau-Roßlau                                | 1979 |                                  |
| ND_0035DE_ | Platanen, Ahorne, Roßkastanien (Allee)               | Dessau-Roßlau                                | 1979 |                                  |
| ND_0042DE_ | Lindenallee der Anhalter Straße                      | Dessau 51° 48′ 26,4″ N, 12° 9′ 14″ O         | 2008 | Lindenallee der Anhalter Straße  |
| ND_0043DE_ | Allee an der Breitscheidstraße                       | Dessau                                       | 2008 |                                  |
| ND_0044DE_ | Lindenallee der Elballee                             | Dessau                                       | 2008 |                                  |
| ND_0045DE_ | Lindenallee der Gropiusallee                         | Dessau                                       | 2008 |                                  |
| ND_0046DE_ | Obstbaumallee Kleutsch-Schwarzer Stamm               | Dessau                                       | 2008 |                                  |
| ND_0047DE_ | Winterlindenallee am Alten Möhlauer Weg              | Dessau                                       | 2008 |                                  |
| ND_0048DE_ | Jonitzer Allee                                       | Dessau                                       | 2008 |                                  |
| ND_0049DE_ | Eichenallee zwischen Großmutter- und Kuhbrücke       | Dessau                                       | 2008 |                                  |
| ND_0050DE_ | Alleen im Vorderen Tiergarten                        | Dessau                                       | 2008 |                                  |

## Flächenhafte Naturdenkmale
| Reg.Nr.    | Benennung                                 | Standort                                       | Jahr | Bild |
| ---------- | ----------------------------------------- | ---------------------------------------------- | ---- | ---- |
| NDF0001DE_ | Vordere Moch-Hau                          | Dessau-Roßlau 51° 45′ 29,2″ N, 12° 20′ 4,2″ O  | 1990 |      |
| NDF0002DE_ | Moch-Teiche                               | Dessau-Roßlau 51° 45′ 17,3″ N, 12° 20′ 4,2″ O  | 1990 |      |
| NDF0003DE_ | Kleutsch                                  | Dessau-Roßlau 51° 48′ 13,3″ N, 12° 17′ 16,1″ O | 1992 |      |
| NDF0004DE_ | Mochwiese                                 | Dessau-Roßlau 51° 44′ 45,6″ N, 12° 20′ 30,5″ O | 1992 |      |
| NDF0005DE_ | Hochwasserschutzwall am Akenschen Torhaus | Dessau-Roßlau 51° 50′ 49,2″ N, 12° 8′ 31,6″ O  | 1998 |      |
| NDF0006DE_ | Diederings Fichten                        | Dessau-Roßlau 51° 49′ 25,7″ N, 12° 9′ 23,4″ O  | 1998 |      |
| NDF0007DE_ | Fließgraben Teil I                        | Dessau-Roßlau 51° 51′ 54,7″ N, 12° 16′ 45,1″ O | 1998 |      |
| NDF0008DE_ | Fließgraben Teil II                       | Dessau-Roßlau 51° 52′ 8,8″ N, 12° 16′ 22,1″ O  | 1998 |      |
| NDF0010DE_ | Brillenschötchen-Hügel im Kühnauer Park   | Dessau-Roßlau 51° 50′ 57,5″ N, 12° 11′ 28,7″ O | 1998 |      |
| NDF0011DE_ | Kreuzberge                                | Dessau-Roßlau 51° 48′ 41″ N, 12° 15′ 38,2″ O   | 1998 |      |
| NDF0012DE_ | Lorkwiese                                 | Dessau-Roßlau 51° 47′ 33″ N, 12° 14′ 50,3″ O   | 1998 |      |
| NDF0013DE_ | Neuer Graben                              | Dessau-Roßlau 51° 52′ 2,6″ N, 12° 17′ 4,6″ O   | 1998 |      |
| NDF0015DE_ | Schilflachenhau                           | Dessau-Roßlau 51° 52′ 21,4″ N, 12° 9′ 27,7″ O  | 1998 |      |
| NDF0016DE_ | Schwedenwasser                            | Dessau-Roßlau 51° 50′ 36,6″ N, 12° 18′ 24,8″ O | 1998 |      |
| NDF0017DE_ | Soolbruch bei Törten                      | Dessau-Roßlau 51° 47′ 56,4″ N, 12° 15′ 38,2″ O | 1998 |      |
| NDF0018DE_ | Streitheger                               | Dessau-Roßlau 51° 51′ 22,7″ N, 12° 13′ 34″ O   | 1998 |      |
| NDF0019DE_ | Oberlauf der Taube                        | Dessau-Roßlau 51° 47′ 12,8″ N, 12° 15′ 37,1″ O | 1998 |      |
| NDF0020DE_ | Kümmerlingsbach                           | Dessau-Roßlau 51° 47′ 10,3″ N, 12° 15′ 14,8″ O | 1998 |      |

## Flächennaturdenkmale
| Reg.Nr.    | Benennung                 | Standort                                                   | Jahr | Bild |
| ---------- | ------------------------- | ---------------------------------------------------------- | ---- | ---- |
| FND0001DE_ | Raumer-Wiese              | Dessau-Roßlau 51° 48′ 11,9″ N, 12° 12′ 28,1″ O             | 1968 |      |
| FND0003DE_ | Halber Mond am Entenfang  | Dessau-Roßlau 51° 48′ 16,6″ N, 12° 16′ 26,4″ O             | 1981 |      |
| FND0004DE_ | Trockenhegersee           | Dessau-Roßlau 51° 48′ 42,5″ N, 12° 16′ 24,2″ O             | 1981 |      |
| FND0005DE_ | Schwarzer See             | Dessau-Roßlau 51° 48′ 42,5″ N, 12° 16′ 35,4″ O             | 1981 |      |
| FND0006DE_ | Brückhau                  | Dessau-Roßlau 51° 47′ 48,5″ N, 12° 15′ 38,5″ O             | 1981 |      |
| FND0007DE_ | Großer Glashau            | Dessau-Roßlau 51° 51′ 28,1″ N, 12° 16′ 26,8″ O             | 1981 |      |
| FND0009DE_ | Sommerwiese               | Dessau-Roßlau 51° 49′ 2,6″ N, 12° 9′ 42,1″ O               | 1981 |      |
| FND0010DE_ | Neue Teichwiese           | Dessau-Roßlau 51° 47′ 39,1″ N, 12° 7′ 40,4″ O              | 1981 |      |
| FND0012DE_ | Hinterteichwiese          | Dessau-Roßlau 51° 47′ 9,6″ N, 12° 8′ 51,7″ O               | 1981 |      |
| FND0013DE_ | Roter Hausbusch           | Dessau-Roßlau 51° 46′ 48,7″ N, 12° 9′ 53,6″ O              | 1981 |      |
| FND0014DE_ | Zoberbergquelle           | Dessau-Roßlau 51° 48′ 14,4″ N, 12° 10′ 23,9″ O             | 1981 |      |
| FND0015DE_ | Böhmenhau                 | Dessau-Roßlau 51° 51′ 34,2″ N, 12° 14′ 34,8″ O             | 1989 |      |
| FND0016DE_ | Trockenheger              | Dessau-Roßlau 51° 48′ 10,1″ N, 12° 15′ 33,8″ O             | 1989 |      |
| FND0044AZE | Mühlstedter Kohlenschacht | Dessau-Roßlau, OT Mühlstedt 51° 55′ 19,6″ N, 12° 14′ 47″ O | 1984 |      |